# 拉納克郡

拉納克郡地圖

拉納克郡（英語：Lanarkshire）是英国蘇格蘭中部低地的一個歷史行政區劃，也是蘇格蘭人口最為密集的地區。1975年，蘇格蘭實施行政區劃重劃，拉納克郡被廢除。拉納克郡的範圍相當於現在的東敦巴頓郡、格拉斯哥、南拉納克郡、北拉納克郡。拉納克郡有豐富的煤炭資源，但現在煤礦已關閉。2011年，拉納克郡舉辦了國際兒童運動會。
55°35′N 3°50′W / 55.583°N 3.833°W